# Edit Wilhelmina Lindén-Johansson
Edit Wilhelmina Lindén-Johansson, född 5 februari 1919 i Mjölby, Östergötlands län, död 27 mars 2016 i Bromma församling, Stockholm
, var en svensk tecknare och grafiker.
Hon var dotter till fabrikören Erik Lindén och Elsa Anna Jacobsson, gift med boktryckaren I.A. Johansson och skild 1955. 
Lindén-Johansson studerade vid skolan för bok och reklamkonst i Prag, etsning vid Ateljé Friedländer i Paris samt vid Pernbys målarskola i Stockholm. Hon medverkade som illustratör i Svensk Damtidning, Vi Damer, Publicistklubbens jultidning och Allhems förlag. Hon utförde även bokomslag.